# Отношения ДР Конго и Норвегии
Отноше́ния Демократи́ческой Респу́блики Ко́нго и Норве́гии — двусторонние дипломатические отношения между Демократической Республикой Конго (ДР Конго) и Норвегией. Интересы ДР Конго в Норвегии представлены через посольство в Лондоне. В Норвегии проживает 1930 конголезцев из ДР Конго. Министерство иностранных дел Норвегии не рекомендует гражданам ездить в северную и восточную части ДР Конго.

## История
30 июня 1960 года ДР Конго стало независимым государством, освободившись от колонизации страны Бельгией. С 1963 года Норвегия стала оказывать гуманитарную помощь жителям ДР Конго.
В 1963 году Норвегия была одной из шести стран, к которым ДР Конго обратилась с просьбой о военной помощи, в частности, о создании военно-морского флота. Норвегия отклонила запрос, сославшись на нехватку специалистов, которых искала ДР Конго.
В 2003 году Норвегия предоставила ДР Конго 40 миллионов норвежских крон (15,7 миллиона долларов США). Государственный секретарь Норвегии Видар Хельгесен сказал: «Несмотря на некоторые обнадёживающие признаки мирного процесса и создание переходного правительства в Киншасе, гуманитарная ситуация в восточной части страны шаткая». В 2004 году Норвегия списала все задолженности ДР Конго. В 2007 году генеральные секретари пяти крупнейших норвежских гуманитарных организаций посетили ДР Конго. В 2008 году ДР Конго были выделены дополнительно 15 миллионов норвежских крон.
В 2009 году министр обороны Норвегии Анне-Грете Стрем-Эриксенн посетила ДР Конго и согласилась направить войска для снабжения миротворческих сил Организации Объединённых Наций во время конфликта в Киву.
21 октября 2011 года долг Демократической Республики Конго перед Норвегией в размере 143 миллионов норвежских крон был прощён в результате решения кабинета министров Норвегии.

## Джошуа Френч и Тьостолв Моланд
В 2009 году граждане Норвегии Джошуа Френч и Тьостолв Моланд были арестованы и обвинены в убийстве наёмного водителя в ДР Конго, покушении на убийство свидетеля, шпионаже, вооружённом ограблении и хранении незаконного огнестрельного оружия. Они были признаны виновными и приговорены к смертной казни, а также оштрафованы (вместе с Норвегией) на 60 миллионов долларов США.
Министр иностранных дел Норвегии Йонас Гар Стёре сказал: «Я резко реагирую на смертный приговор двум норвежцам… Норвегия является принципиальным противником смертной казни, и я свяжусь с министром иностранных дел ДР Конго, чтобы сообщить об этом». По данным СМИ Норвегия также возражала против осуждения за шпионаж и назначения штрафа для государства, так как Норвегия не участвовала в этом деле.
В марте 2012 года было направлено письмо премьер-министра Норвегии Йенса Столтенберга президенту ДР Конго Жозефу Кабиле. По состоянию на август 2013 года ответа на него не было.
18 августа 2013 года Тьостолв Моланд был обнаружен мёртвым в тюремной камере. 17 мая 2017 года Джошуа Френча освободили из тюрьмы, ему был разрешён выезд в Норвегию по гуманитарным соображениям и состоянию здоровья.